# La Máquina (miniserie)
La Máquina es una miniserie mexicana de drama y deportes, creada por Marco Ramírez, dirigida por Gabriel Ripstein y protagonizada por Gael García Bernal, Diego Luna y Eiza González.
La serie está basada en una historia que concibieron juntos Gael García Bernal, Diego Luna, el novelista Julián Herbert y Monika Revilla. Se estrenó el 9 de octubre de 2024 a través de la plataforma Hulu en Estados Unidos y por Disney+ en el resto del mundo y América Latina.

## Trama
Después de una pérdida devastadora, Esteban “La Máquina” Osuna está en un mal momento de su carrera de boxeador. Por suerte para él, su Manager y mejor amigo Andy Luján está decidido a que recupere su gloria pasada. Pero cuando una perversa organización aparece en escena, la pelea de revancha se vuelve a muerte. Mientras lucha por recuperar su carrera, Esteban debe al mismo tiempo lidiar con sus propios demonios personales y proteger a su familia, que incluye a su exesposa Irasema, una periodista que se encuentra a punto de colisionar con el lado oscuro del mundo del boxeo.

## Reparto
- Gael García Bernal como Esteban "La Máquina" Osuna
- Diego Luna como Andy Pérez
- Eiza González como Irasema
- Christopher Evangelou como Harry Felix
- Andrés Delgado como Saúl Pérez
- Lucía Méndez como Josefina Luján
- Jorge Perugorría como Sixto
- Luis Gnecco como Facundo
- Karina Gidi como Carlota Pérez
- Mercito Gesta como Protasio
- Leandro Firmino como Joao Falcao Jr.
- Francisco Barreiro como Gato Ozuna
- Roberto Duarte como Sammy Salgado
- Dariam Coco como Zamira
- Juan Carlos Huguenin como Memo de la Peña
- Arturo Beristáin como Hernán Pérez-Padilla
- Nadia Vega como Gabby
- Mónica Alfaro como Lenora
- Fermín Martínez como Boxeador veterano
- Raúl Briones como Juan Carlos

## Producción

### Desarrollo
El 27 de julio de 2022 se anunció que Hulu había dado luz verde a una nueva serie en español creada por Marco Ramírez y con Diego Luna y Gael García dentro del proyecto y con Gerardo Gatica, Leandro Halperin y Adam Fishbach como productores. El 5 de septiembre Eiza González se unió al elenco.
La serie fue creada y escrita por Ramírez, guionista nacido en Miami quien ha producido series como Fear the Walking Dead, Daredevil y The Defenders, siendo esta su primera producción totalmente creada en español.
Diego Luna y Gael García Bernal fungieron como productores ejecutivos del proyecto además de protagonizar la serie. Luis Gnecco, Dariam Coco, Karina Gidi, Raúl Briones, Jorge Perugorría, Lucía Méndez, Andrés Delgado, Christopher Evangelou y Juan Carlos Huguenin completaron el elenco.

### Rodaje
La serie fue filmada íntegramente en la Ciudad de México.